# Enric Rabassa
Enric Rabassa (Barcelona, 1920. április 19. – 1980. december 29., Barcelona) spanyol labdarúgóedző.

## Pályafutása

### Játékosként
Rabassa játékosként a spanyol alacsonyabb osztályú UE Sants, CF Badalona, Sant Celoni és Sant Sadurní csapataiban futballozott.

### Edzőként
Rabassa az FC Barcelona utánpótlásában edzősködött. 1958 és 1960 között az első számú csapat másodedzőjeként dolgozott Helenio Herrera vezetőedző mellett; a páros a barcelonai csapatot 1959-ben és 1960-ban is spanyol bajnoki címig, valamint 1960-ban Vásárvárosok kupája döntőjéig vezette. 1960 tavaszán, a bajnokság végeztével, de még a spanyol kupa negyeddöntő és a Vásárvárosok kupája döntőjének visszavágója előtt Herrerát menesztették, a vezetőedzői pozíciót pedig ideiglenesen Rabassa vette át. A Camp Nouban rendezett VVK-döntő visszavágón már Rabassa irányította a Barcelona csapatát, és a katalánok 4:1 arányú győzelmet aratva az angol Birmingham City csapata felett elhódították a serleget. Egy hónappal később a csapat viszont búcsúzott a spanyol kupa negyeddöntőjében az Athletic Bilbao csapata ellen, és Rabassát a holland PSV Eindhoventől érkező Ljubiša Broćić váltotta a vezetőedzői poszton, Rabassa pedig a spanyol másodosztályú CD Condal csapatához távozott. A hatvanas években edzette még a CD Tenerife, a Deportivo de La Coruña, a CE L’Hospitalet, a CD Atlético Baleares és a CF Reus Deportiu csapatait is, majd felhagyott az edzősködéssel. Rabassa 1980. december 29-én hunyt el Barcelonában.

## Sikerei, díjai

### Edzőként
- FC Barcelona
- Vásárvárosok kupája győztes: 1958–1960